# جیووانی بوکارو
جیووانی بوکارو (انگلیسی: Giovanni Bucaro؛ زادهٔ ۲۰ نوامبر ۱۹۷۰) بازیکن فوتبال اهل ایتالیا است.
از باشگاه‌هایی که در آن بازی کرده‌است می‌توان به باشگاه فوتبال سورنتو کالچو، باشگاه فوتبال فیورنتینا، باشگاه فوتبال مودنا، باشگاه فوتبال آسکولی، باشگاه فوتبال فوجا، باشگاه فوتبال بولونیا، باشگاه فوتبال آولینو، و باشگاه فوتبال اسپال اشاره کرد.